# Phụ lưu số 6
Phụ lưu số 6 là một con sông đổ ra Nậm Hua. Sông có chiều dài 14 km và diện tích lưu vực là 46 km². Phụ lưu số 6 chảy qua các tỉnh Sơn La, Điện Biên.